# A4公路 (英格蘭)
A4公路是英格蘭的主要公路，其歷史可以追溯至羅馬時期以前，現全長126.64英里（203.81），由中倫敦往返雅芳茅斯，途經希思羅機場、雷丁、巴斯、布里斯托等地。
雖然M4高速公路開通後多數交通都會使用較快的路線，但A4公路仍然是往返倫敦和布里斯托的重要道路。

## 外部連結
- A4 road （页面存档备份，存于） 所有英國和愛爾蘭公路愛好者協會網頁